# 謝玲玲
謝玲玲（1956年9月20日—）， 本名謝正陸，暱稱“婉君表妹”，女，生於台灣，台灣演員，童星出身。8岁时參加了中影所舉辦的《婉君表妹》的童星甄選，順利脫穎而出。曾獲頒兩屆金馬獎最佳童星獎；成年後亦有演出。1980年嫁給香港巨富林百欣次子林建岳，自此息影，但于1995年離婚。

## 生平

### 早年
謝玲玲原籍湖北棗陽王城鎮，父親為湖北人，母親則為四川成都人。謝玲玲1956年出生於台灣，本名謝正陸。其父母育有九名子女，她排第六，上有五個姐姐，下有一個妹妹和兩個弟弟。謝玲玲早年在士林區生活，就讀臺北市士林區雨聲國民小學，繼而入讀臺北市立至善國民中學。1970年代末考入中國文化大學修讀戲劇專修科，並獲校方選為傑出校友。

### 童星生涯
1964年中影公開徵選即將拍攝的《婉君表妹》裡的童星，謝玲玲的親戚幫她報名徵選，年僅八歲的她在一千多位的甄試者中脫穎而出，飾演婉君的童年時期；這部戲讓她奪得了第4屆金馬獎最佳童星獎。隔年的《我女若蘭》讓她拿下了第5屆金馬獎和第13屆亞洲影展的同樣獎項。因此被譽為當代的天才童星。
少女及成年時期的她依舊活耀於戲劇圈，但也主持過電視節目和演出電視劇，在電視劇中都是擔任第一女主角。而在電影方面，相較於童星時期的輝煌，現階段的她始終擔任第二女主角，因為此時已是『二林』(林青霞、林鳳嬌)的時代。

### 豪門婚姻
1980年她與香港超級富二代林建岳結婚，自此息影。育有五個兒女，包括長子林孝贤和一对龙凤胎林孝能和林心兒，公公婆婆也十分喜歡這位媳婦；但林建岳始終緋聞不斷，尤其為了追求著名女演员王祖贤而提出離婚，1993年林謝二人協議分居，1995年正式簽字離婚，林家二老拍板給了謝玲玲當時創記錄的4億贍養費。
至今謝玲玲仍然與前婆婆林余寶珠保持著最密切的關係，余誇獎謝是“永遠的新抱”。

### 現況
離婚之後的謝玲玲運用當年豪門裡學會的經商之道及離婚賠償金，活躍於房地產投資，至今獲利頗多，已是個商場女強人。
謝玲玲與李行導演一同出席2007年中國金雞百花電影節，擔任頒獎貴賓。
謝玲玲也熱衷於繪畫和慈善。2017年8月，謝玲玲於香港金鐘舉辦「蕙質蘭心」油畫作品展，5名子女及前婆婆余寶珠、大伯哥林建名、富商邱達昌一家及黎燕珊也有到場支持。本次畫展，共展出30幅油畫並作拍賣，收益將撥捐香港單親協會及台灣優質生命協會。
2020年11月23日，謝玲玲確診2019冠狀病毒病，成為全港第5659宗個案。及後，其病情轉為嚴重。

## 演出作品

### 電影
| 年份   | 片名           | 角色           | 合作演员                                   | 備註                                                         |
| 1965年 | 婉君表妹       | 夏婉君(幼年)   | 唐寶雲、巴戈、王戎、江明、馮海             |                                                              |
| 1966年 | 我女若蘭       | 孟若蘭(幼年)   | 葛香亭、唐寶雲、巴戈、馮海、江明、林雁     |                                                              |
| 1967年 | 雙歸燕         |                | 王莫愁、武家麒                             |                                                              |
| 1967年 | 春歸何處       |                | 魏蘇、明格、馬驥、盧碧雲、柯俊雄、張美瑤   |                                                              |
| 1968年 | 新娘與我       |                | 甄珍、王戎、明格、雷煥璇、金石、魏蘇       |                                                              |
| 1969年 | 封神榜         |                | 葛香亭、盧碧雲、陳慧美                     |                                                              |
| 1969年 | 封神榜下集     |                | 葛香亭、葛小寶、盧碧雲、陳慧美             |                                                              |
| 1970年 | 風流表哥俏表妹 |                | 潘迎紫、張帝、青山、上官亮、吳燕           |                                                              |
| 1973年 | 窗外           |                | 秦漢、林青霞、胡奇、曹健                   | 客串                                                         |
| 1974年 | 金鏢小飛俠     |                | 江明、魏蘇、李虹                           |                                                              |
| 1974年 | 愛情集中營     |                | 湯蘭花、秦漢、曹健、江彬、林友梅           |                                                              |
| 1976年 | 三個女孩的故事 |                | 歸亞蕾、梁修身、羅蘋                       |                                                              |
| 1976年 | 火燒紅蓮寺     |                | 嘉凌、譚道良                               |                                                              |
| 1976年 | 閃電五騎士     | 馮彩雲／馮娟娟 | 黃政、聞江龍、李藝民、胡鈞、宋玲玉、常楓   |                                                              |
| 1976年 | 戰神           | 趙莉玉         | 谷名倫、唐沁、陳又新                       | 香港上映片名《香港大災難》，網路戲稱片名為《關公大戰外星人》 |
| 1977年 | 家有十二個媳婦 |                | 鄧玨人、劉尚謙、魏甦、盧碧雲、勾峰         |                                                              |
| 1978年 | 霧茫茫         | 李秋雲         | 劉尚謙、尹寶蓮、崔浩然                     |                                                              |
| 1978年 | 三顆糊塗星     |                | 石峰、張盈真、徐康泰、王瀚                 |                                                              |
| 1978年 | 大饅頭與俏姑娘 |                | 方正、苗天、聞江龍、林光曾、梁修身         |                                                              |
| 1978年 | 狀元郎         |                | 楊麗花、邵佩玲                             |                                                              |
| 1978年 | 愛在夕陽下     |                | 劉尚謙、郎雄、盧碧雲、程秀瑛               |                                                              |
| 1978年 | 月朦朧鳥朦朧   | 裴欣桐         | 秦祥林、林青霞、馬永霖、張璐、曹健、譚艾珍 |                                                              |
| 1978年 | 夕陽山外山     |                | 秦漢、恬妞、江明                           |                                                              |
| 1979年 | 春之晨         |                | 宗華、范丹鳳                               |                                                              |
| 1979年 | 春風春雨絲絲情 |                | 王寶玉、林光曾                             |                                                              |
| 1979年 | 勝利者         |                | 陳淑芳、蔡弘                               |                                                              |
| 1979年 | 梨花劫         |                | 王寶玉、林光曾、王亞麟                     |                                                              |
| 1979年 | 雁兒在林梢     | 陶碧槐         | 秦漢、林青霞、馬永霖、高凌風               |                                                              |
| 1979年 | 摘星           | 黃文琪         | 秦祥林、林鳳嬌、胡錦、崔浩然               |                                                              |
| 1979年 | 白狐           |                | 林光曾、王寶玉、王亞麟、白琳               |                                                              |
| 1979年 | 斷指老么       |                | 喜翔、劉尚謙、王亞麟、白琳                 |                                                              |

### 電視劇
| 年份 | 播出頻道 | 劇名           | 角色   |
|      | 中視     | 《母親》       | 趙竹亞 |
|      | 中視     | 《親情》       |        |
|      |          | 《天涯路》     |        |
|      | 中視     | 《一縷相思情》 |        |
|      | 中視     | 《雨夜花》     | 李秋姑 |
|      | 中視     | 《愛在夕陽下》 |        |

## 主持作品
| 年份   | 播出頻道 | 節目名稱     |
|        | 中視     | 《工業世界》 |
|        | 中視     | 《欣欣向榮》 |
| 1978年 | 中視     | 《歡樂今宵》 |

## 外部連結
- 謝玲玲在互联网电影资料库（IMDb）上的資料（英文）
- 謝玲玲在香港影庫上的簡介
- 謝玲玲在豆瓣上的资料（简体中文）
- 謝玲玲在时光网上的簡介（简体中文）